# Singapurische Cricket-Nationalmannschaft
Die singapurische Cricket-Nationalmannschaft (englisch Singapore national cricket team) vertritt Singapur auf internationaler Ebene in der Sportart Cricket. Das Team wird von der Singapore Cricket Association (SCA) geleitet und ist seit 1974 assoziiertes Mitglied im International Cricket Council. Damit gehört es zur zweiten Reihe der Nationalmannschaften und verfügt seit 2019, wie alle ICC-Mitglieder, über vollen T20I-Status.

## Geschichte

### Anfänge des Crickets in Singapur
Cricket etablierte sich in dem Gebiet während der britischen Kolonisation Ende des 19. Jahrhunderts. Die erste Erwähnung von Cricket in Singapur datiert aus dem Jahr 1837, als sich ein „Mr Z“ in einem Brief an die Singapore Free Press darüber beschwerte, dass an einem Sonntag nahe einer Kirche Cricket gespielt wurde, womit die Sonntagsruhe gestört sei. Daraufhin wurde das Cricketspiel an Sonntagen verboten, was bis in die 1930er Jahre galt.
Cricket war eine wichtige Freizeitaktivität und Spiele wurden oftmals gegen Offiziere von anlegenden Schiffen gespielt. 1852 gründete sich der Singapore Cricket Club und im selben Jahr erfolgte das erste Spiel. Die Entwicklung des singapurischen Crickets erfolgte jedoch langsam und erst 1865 konnte die Mannschaft ein Ergebnis von mehr als 100 Runs erzielen. Louis Glass wurde zwei Jahre später der erste Batter, der in Singapur ein Century erzielen konnte. Der Singapore Cricket Club bestritt erste Spiele gegen andere Mannschaften British Malayas wie Penang, Perak und Kuala Lumpur, woraufhin Hongkong eine Einladung aussprach und die Interport matches ihren Anfang nahmen.

### Straits Settlements Cricketteam
Die Einladung von 1890 Seitens Hongkongs führte zur Gründung des Straits Settlements Cricketteam, das in zwei Zweitagesspielen auf den Gastgeber traf, die es beide verlor. Mit der Serie begannen die Interport matches, die bis 1987 fortgeführt wurden. Im darauf folgenden Jahr besuchten Hongkong und Ceylon Singapur und die Straits Settlements gewannen beide Spiele und erzielten ein Remis gegen eine gemeinsame Mannschaft Ceylons und Hongkongs. 1893 gewannen die Straits Settlements gegen Ceylon in Colombo, und 1895 absolvierten sie ein Spiel in Jakarta. 1896 folgten Spiele gegen die Federated Malay States und 1897 gegen Shanghai.
Die erste offizielle Begegnung erfolgte im Jahr 1905 gegen Malaya. 1906 trafen sie auf Burma und 1909 beendeten sie ihre Teilnahme an den Interport matches, als sie durch eine Gesamt-Malaya-Mannschaft ersetzt wurden. 1910 besuchten die Straits Settlements Bangkok, von da an und bis 1940 erfolgten jedoch ausschließlich Spiele geen die Federated Malay States. Daraus entwickelte sich später der Saudara Cup, um den seitdem Singapur und Malaysia spielen. In Folge des Ersten Weltkriegs nahm die Popularität der Sportart ab. Die Abnahme der britischen Präsenz und der Einfluss von Nationalisten, die Cricket als Werkzeug des britischen Imperialismus betrachteten, sorgten für einen Niedergang.

### Nach der Eigenständigkeit
Singapur bestritt 1927, in der Ära des Straits Settlements Cricketteam, zwei Spiele gegen WAS Oldfield’s XI, unterlag jedoch in beiden mit einem Innings. 1957 erfolgte das folgende Spiel, das in einem Remis gegen Ceylon endete. In den 1960er-Jahren besuchten mehrere Teams Singapur, darunter Worcestershire.
1968 wurden die Interport matches fortgesetzt und Singapur erzielte ein Remis gegen Hongkong. Bis 1987 wurden diese Spiele unregelmäßig ausgetragen. 1970 wurde erstmals der Saudara Cup zwischen Singapur und Malaysia ausgespielt, was seitdem jährlich geschieht. Im selben Jahr traf Singapur auf den Marylebone Cricket Club (MCC) unter Tony Lewis, für den auch Geoffrey Boycott spielte. Der MCC gewann das Match.

### Aufnahme in den ICC
1974 wurde Singapur assoziiertes Mitglied des International Cricket Council (ICC) und gewann drei Jahre später erstmals den Saudara Cup. 1978 empfing Singapur Indien und erzielte ein Remis. Ein Jahr später nahm Singapur an der ersten ICC Trophy 1979 in England teil, erreichte in der Vorrunde jedoch nur den vierten Platz, nachdem lediglich gegen Argentinien ein Sieg gelang. Bei der ICC Trophy 1982 erreichte es in der Vorrunde den vierten Platz unter acht Teilnehmern, während es seine Teilnahme an der ICC Trophy 1986 zurückzog, da einige Spieler berufliche Verpflichtungen hatten.
1983 war Singapur eines der Gründungsmitglieder des Asian Cricket Council (ACC). Ein Jahr später nahm es erstmals am South East Asian Tournament teil, weitere Teilnahmen erfolgten 1988 und 1992 (als Gastgeber), erreichte jedoch nie das Finale, das Bangladesch und Hongkong jeweils unter sich ausmachten. 1987 fand in Singapur das letzte Interport Match statt, das die Hongkonger Gäste gewannen. Das Team nahm wieder an der ICC Trophy 1990 in den Niederlanden teil, wobei es gegen Malaysia und Israel gewann, kamen jedoch nicht über die Vorrunde hinaus. Ab den 1990er Jahren erfuhr das Cricket in Singapur wieder mehr Aufmerksamkeit.
1991 nahm Singapur Teil am erstmals ausgetragenen Tuanku Ja’afar Cup, der zu Ehren des späteren malaysischen Wahlkönigs Yang di-Pertuan Agong jährlich zwischen den vier Nationalmannschaften Hongkongs, Malaysias, Singapurs und Thailands ausgetragen wurde. Singapur konnte dieses Turnier nur einmal gewinnen, 1994, in dem Jahr erreichten sie nur den 19. Platz unter 20 Teilnehmern bei der ICC Trophy 1994. Im darauf folgenden Jahr wurde die Stan Nagaiah Trophy, eine jährliche Serie von drei Eintagesspielen gegen Malaysia, erstmals ausgetragen. 1996 nahm Singapur an der ersten ACC Trophy teil, bezwang zwar die Malediven und Thailand, kam jedoch nicht über die zweite Runde hinaus. Bei der ICC Trophy 1997 scheiterten sie knapp an Kenia und wurden hinter diesen, Irland und den USA Gruppenvierter, was nicht zum Weiterkommen reichte. In der ACC Trophy 1998 gelang lediglich ein Sieg gegen Papua-Neuguinea, womit sie abermals in der Vorrunde ausschieden.

### Der langsame Aufstieg
Die ersten beiden Turnieren des 21. Jahrhunderts, die ACC Trophy 2000 in den Vereinigten Arabischen Emiraten und die ICC Trophy 2001 in Kanada, verliefen für Singapur enttäuschend, nachdem es in beiden Turnieren alle seine Vorrundenspiele verlor. Es war Gastgeber der ACC Trophy 2002 und gewann gegen die Malediven und Thailand (mit 325 Runs), schied jedoch abermals in der Vorrunde aus, ebenso bei der ACC Trophy 2004. Bei den ACC Fast Track Countries Tournaments der Jahre 2004 und 2005 erreichte Singapur jeweils den vierten Platz.
Ab 2006 zeigte sich eine Leistungssteigerung in Singapurs Turnierteilnahmen. In dem Jahr erreichte es in der ACC Premier League den dritten Platz und kam bei der ACC Trophy über die Vorrunde hinaus, erreichte dort den fünften Platz und qualifizierte sich damit für Division Five der World Cricket League 2007–09. Beim ACC Twenty20 Cup 2007 kam es nicht über die Vorrunde hinaus, nachdem lediglich gegen Hongkong und Saudi-Arabien Siege gelangen, obschon Kapitän Chaminda Ruwan das höchste Ergebnis bei diesem Turnier erzielen konnte. Bei der ICC World Cricket League 2007–09 spielten sie bei der ICC World Cricket League Division Five 2008 in Jersey, hatten jedoch Pech mit dem Wetter und scheiterten somit trotz Punktgleichheit mit Afghanistan am Weiterkommen im Wettbewerb. Im Turnierverlauf gelang den Singapurern ein Vorrundensieg gegen diesen Gegner und sie belegten bei diesem Turnier schließlich den fünften Platz, nachdem sie das Play-off gegen Botswana gewannen.
In der nächsten Austragung der World Cricket League starteten sie im August 2009 in der Division Six, die sie daheim gewinnen konnten und sich somit für die Division Five qualifizierten. Im November desselben Jahres besuchte Singapur die Vereinigten Arabischen Emirate für die ACC Twenty20 Cup 2009. Dort erreichte es in der Gruppe A den dritten Gruppenplatz und verpasste damit das Halbfinale und gleichzeitig die Qualifikation für die Asienspiele 2010. Im Play-off um den fünften Platz unterlag es Nepal mit neun Wickets.
In der Division Five scheiterten die Singapurer bei Punktgleichheit auf Grund sehr knapp geringeren Net Run Rate an den USA und Nepal. So konnten sie in 2012 abermals in Division Five antreten und dieses Mal daheim das Turnier für sich entscheiden. In der darauf folgenden Division 4 hatten sie abermals Punktgleichheit mit den USA und wieder die schlechtere Net Run Rate, was abermals dazu führte, dass sie ausschieden. Beim ACC Twenty20 Cup 2013 verloren sie alle Spiele und wurden letzter.
In der folgenden World Cricket League starteten sie in Division Four, die sie diesmal gewinnen konnten. In der Division Three blieben sie hinter Nepal und Uganda zurück und verblieben für 2017 in der Division Three. In dieser Ausgabe scheiterten sie an Oman und Kanada. In der Zwischenzeit belegten sie beim ACC Twenty20 Cup 2015 den vierten Platz und scheiterten somit früh in der Qualifikation für die ICC World Twenty20 2016. Im August 2017 gewann Singapur bei den Südostasienspiele 2017 zwei Medaillen. Im 20-Over-Turnier gewann es die Goldmedaille und im 50-Over-Turnier Silber. Am 26. April 2018 gab das ICC in einer Pressemitteilung bekannt, das alle T20-Matches ab 1. Januar 2019 T20I-Status haben werden.
Bei der World Cricket League 2017–2019 scheiterten sie in der Division Three an den USA und Oman. Ab April 2019 nahm Singapur an der ICC Cricket World Cup Challenge League 2019–2022 teil. Am 22. Juli 2019 bestritt Singapur sein erstes T20I-Match gegen Katar. Nach dem Sieg gegen Nepal im Regionalfinale des ICC T20 World Cup Asia Qualifier 2018–19 erreichte Singapur erstmals den ICC Men’s T20 World Cup Qualifier 2019. Am 29. September 2019 gelang ihnen bei einem in Singapur ausgetragenen Drei-Nationen-Turnier mit einem Sieg gegen Simbabwe von vier Runs erstmals der Gewinn gegen eine Test-Nation. Beim ICC Men’s T20 World Cup Qualifier 2019 konnten sie zwar in der Vorrunde gegen Schottland und Bermuda gewinnen, sich jedoch nicht für die Endrunde qualifizieren. In der T20 World Cup Global Qualifier Group B 2022 schieden die Singapurer mit dem vierten Gruppenplatz bereits in der Vorrunde aus, womit sie den T20 World Cup 2022 versäumten. Ähnlich verlief die Asien-Qualifikation des T20 World Cup 2024. Genau so verpassten die Singapurer mit dem Vorrundenaus in der Asien-Qualifikation den T20 World Cup 2026.

## Organisation
Die Singapore Cricket Association (SCA) wurde 1965 gegründet und ist verantwortlich für die Organisation des Cricket in Singapur. Seit 1974 vertritt sie Singapur beim Weltverband International Cricket Council (ICC) als Associate Member.
Die Singapore Cricket Association stellt die Singapur vertretenen Cricket-Nationalmannschaften, einschließlich der für die Männer, Frauen und Jugend, zusammen. Der Verband ist außerdem verantwortlich für die Durchführung von T20I-Serien gegen andere Nationalmannschaften sowie die Organisation von Heimspielen und -turnieren. Neben der Aufstellung des Teams ist er verantwortlich für den Kartenverkauf, der Gewinnung von Sponsoren und der Vermarktung der Medienrechte.
Kinder und Jugendliche werden bereits in der Schule an den Cricketsport herangeführt und je nach Interesse und Talent beginnt dann die Ausbildung. Wie andere Cricketnationen verfügt Singapur über eine U-19-Nationalmannschaft, die an der entsprechenden Weltmeisterschaft teilnimmt.

## Trikots
Im T20I-Cricket tragen Singapurs Spieler rote Trikots mit schwarzen Farbakzenten, einem schwarzen Halskragen sowie schwarzen Hosen. Feldspieler tragen eine rote Baseball-Kappe oder einen roten Sonnenhut. Die Helme der Batter sind ebenfalls rot gehalten. Bei offiziellen ICC-Turnieren erscheint das Logo des Sponsors auf dem rechten Ärmel und die Aufschrift SINGAPORE auf der Vorderseite des Trikots.

## Stadien
Singapur verfügt über kein offizielles Heimstadion für seine Nationalmannschaft, sondern bestreitet seine Heimspiele in verschiedenen Stadien Singapurs. Die singapurische Mannschaft hat bisher auf heimischen Boden drei Stadien für die Austragung von Heimspielen genutzt:
| Nr. | Stadion                       | Erstaustragung    |
| --- | ----------------------------- | ----------------- |
| 1   | Singapore Cricket Club Ground | 1. April 1996     |
| 2   | Kallang Ground                | 2. September 1999 |
| 3   | Indian Association Ground     | 22. Juli 2019     |

## Spieler

### Spielerstatistiken
Insgesamt haben für Singapur 40 Spieler T20Is gespielt. Im Folgenden sind die Spieler aufgeführt, die für die singapurische Mannschaft die meisten Runs und Wickets erzielt haben.

#### Runs
| T20I                      | T20I       | T20I  | T20I  |
| Spieler                   | Zeitraum   | T20Is | Runs  |
| ------------------------- | ---------- | ----- | ----- |
| Surendran Chandramohan    | 2019–heute | 47    | 1.056 |
| Manpreet Singh            | 2019–heute | 40    | 0878  |
| Janak Prakash             | 2019–heute | 43    | 0588  |
| Aritra Dutta              | 2019–heute | 25    | 0559  |
| Tim David                 | 2019–2020  | 14    | 0558  |
| Stand: 23. September 2024 |            |       |       |

#### Wickets
| T20I                      | T20I       | T20I  | T20I    |
| Spieler                   | Zeitraum   | T20Is | Wickets |
| ------------------------- | ---------- | ----- | ------- |
| Janak Prakash             | 2019–heute | 43    | 48      |
| Amjad Mahboob             | 2019–2023  | 30    | 40      |
| Vinoth Baskaran           | 2019–2022  | 33    | 29      |
| Ramesh Kalimuthu          | 2023–heute | 14    | 25      |
| Anantha Krishna           | 2019–2023  | 18    | 22      |
| Stand: 23. September 2024 |            |       |         |

### Mannschaftskapitäne
Bisher haben insgesamt sechs Spieler als Kapitän für Singapur bei einem T20I fungiert.
| T20Is | T20Is          | T20Is      |
| Nr.   | Name           | Zeitraum   |
| ----- | -------------- | ---------- |
| 1     | Amjad Mahboob  | 2019–2022  |
| 2     | Tim David      | 2019       |
| 3     | Janak Prakash  | 2022       |
| 4     | Rezza Gaznavi  | 2023       |
| 5     | Aritra Dutta   | 2023–2024  |
| 6     | Manpreet Singh | 2024–heute |

## Bilanz
Eine Übersicht über die bei international anerkannten Spielen (Test, ODI, T20I) erzielten Länderspielbilanzen. Da Singapur bisher keine Berechtigung für das Austragen von Tests und ODIs besitzt und erst 2019 durch den ICC, wie jede Nationalmannschaft, das Recht erhielt, T20I auszutragen, beinhaltet diese Übersicht bis auf Weiteres ausschließlich das Format T20I.
|                                           | T20I |    |    |   |    |                    |                    |
| Gegner                                    | S    | G  | V  | U | NR | Erstes Spiel       | Erster Sieg        |
| Bahrain                                   | 2    | 0  | 1  | 0 | 1  | 16. Dezember 2022  | –                  |
| Bermuda                                   | 1    | 1  | 0  | 0 | 0  | 20. Oktober 2019   | 20. Oktober 2019   |
| Hongkong                                  | 4    | 1  | 3  | 0 | 0  | 4. März 2020       | 4. März 2020       |
| Indonesien                                | 1    | 1  | 0  | 0 | 0  | 11. Mai 2023       | 11. Mai 2023       |
| Japan                                     | 2    | 2  | 0  | 0 | 0  | 6. Februar 2024    | 6. Februar 2024    |
| Jersey                                    | 2    | 0  | 2  | 0 | 0  | 14. Juli 2022      | –                  |
| Kambodscha                                | 2    | 0  | 2  | 0 | 0  | 4. Mai 2023        | –                  |
| Katar                                     | 4    | 1  | 3  | 0 | 0  | 22. Juli 2019      | 22. Juli 2019      |
| Kenia                                     | 1    | 0  | 1  | 0 | 0  | 23. Oktober 2019   | –                  |
| Kuwait                                    | 2    | 1  | 1  | 0 | 0  | 24. August 2022    | 6. September 2024  |
| Malaysia                                  | 10   | 3  | 7  | 0 | 0  | 26. Juli 2019      | 26. Juli 2019      |
| Malediven                                 | 2    | 2  | 0  | 0 | 0  | 2. Februar 2024    | 2. Februar 2024    |
| Mongolei                                  | 1    | 1  | 0  | 0 | 0  | 5. September 2024  | 5. September 2024  |
| Myanmar                                   | 1    | 1  | 0  | 0 | 0  | 9. September 2024  | 9. September 2024  |
| Namibia                                   | 1    | 0  | 1  | 0 | 0  | 26. Oktober 2019   | –                  |
| Nepal                                     | 3    | 1  | 2  | 0 | 0  | 28. Juli 2019      | 28. Juli 2019      |
| Niederlande                               | 1    | 0  | 1  | 0 | 0  | 22. Oktober 2019   | –                  |
| Oman                                      | 1    | 0  | 1  | 0 | 0  | 31. Oktober 2023   | –                  |
| Papua-Neuguinea                           | 3    | 1  | 2  | 0 | 0  | 25. Oktober 2019   | 2. Juli 2022       |
| Philippinen                               | 1    | 1  | 0  | 0 | 0  | 3. Mai 2023        | 3. Mai 2023        |
| Schottland                                | 1    | 1  | 0  | 0 | 0  | 18. Oktober 2019   | 18. Oktober 2019   |
| Simbabwe                                  | 3    | 1  | 2  | 0 | 0  | 29. September 2019 | 29. September 2019 |
| Thailand                                  | 3    | 2  | 1  | 0 | 0  | 29. Februar 2020   | 29. Februar 2020   |
| Ver. Arab. Emirate                        | 1    | 0  | 1  | 0 | 0  | 22. August 2022    | –                  |
| Vereinigte Staaten                        | 1    | 0  | 1  | 0 | 0  | 12. Juli 2022      | –                  |
| Gesamt                                    | 54   | 21 | 32 | 1 | 0  | 22. Juli 2019      | 22. Juli 2019      |
| Letzte Aktualisierung: 23. September 2024 |      |    |    |   |    |                    |                    |

## Internationale Turniere

### Cricket World Cup
- 1975: nicht teilnahmeberechtigt (kein ICC-Mitglied)
- 1979: nicht qualifiziert (Qualifikation)
- 1983: nicht qualifiziert (Qualifikation)
- 1987: nicht qualifiziert
- 1992: nicht qualifiziert (Qualifikation)
- 1996: nicht qualifiziert (Qualifikation)
- 1999: nicht qualifiziert (Qualifikation)
- 2003: nicht qualifiziert (Qualifikation)
- 2007: nicht qualifiziert
- 2011: nicht qualifiziert
- 2015: nicht qualifiziert (Qualifikation)
- 2019: nicht qualifiziert (Qualifikation)
- 2023: nicht qualifiziert (Qualifikation)

### T20 World Cup
- 2007: nicht qualifiziert
- 2009: nicht qualifiziert
- 2010: nicht qualifiziert
- 2012: nicht qualifiziert
- 2014: nicht qualifiziert
- 2016: nicht qualifiziert
- 2021: nicht qualifiziert (Qualifikation)
- 2022: nicht qualifiziert (Qualifikation)
- 2024: nicht qualifiziert (Qualifikation)
- 2026: nicht qualifiziert (Qualifikation)